# Ratanpur
Ratanpur è una suddivisione dell'India, classificata come nagar panchayat, di 19.838 abitanti, situata nel distretto di Bilaspur, nello stato federato del Chhattisgarh. In base al numero di abitanti la città rientra nella classe IV (da 10.000 a 19.999 persone).

## Geografia fisica
La città è situata a 22° 18' 0 N e 82° 10' 0 E e ha un'altitudine di 305 m s.l.m..

## Società

### Evoluzione demografica
Al censimento del 2001 la popolazione di Ratanpur assommava a 19.838 persone, delle quali 10.175 maschi e 9.663 femmine. I bambini di età inferiore o uguale ai sei anni assommavano a 3.331, dei quali 1.719 maschi e 1.612 femmine. Infine, coloro che erano in grado di saper almeno leggere e scrivere erano 11.668, dei quali 7.126 maschi e 4.542 femmine.